# 下雲承駅
下雲承駅（ハウンスンえき、朝鮮語: 하운승역）は、朝鮮民主主義人民共和国咸鏡南道虚川郡にある駅で、虚川線に属する。

## 隣の駅
虚川線
東坮駅 - 下雲承駅 - 上農駅